# Tremiti-szigetek
A Tremiti-szigetek (olaszul Isole Tremiti) egy szigetcsoport az Adriai-tengerben, a Gargano-félszigettől északra. Közigazgatásilag Isole Tremiti községhez tartozik, mely Foggia megye része. Területe a Gargano Nemzeti Parkhoz tartozik. Neve valószínűleg a földrengésekre utaló olasz tremolanti szóból ered. A szigetcsoport öt szigetből áll: 
- San Domino,
- San Nicola,
- Capraia,
- Pianosa és
- Cretaccio.

## San Domino
A San Domino a legnagyobb, 208 hektáron elterülő sziget. Itt található a szigetcsoport egyetlen homokos strandja (Cala delle Arene) ezért kedvelt üdülőhely. Legmagasabb pontja a 116 méteres Colle dell'Eremita.

## San Nicola
A San Nicola-sziget területe 42 hektár. Itt él az Isole Tremiti községhez tartozó lakosság nagy része. Legnagyobb magassága 75 méter. Tengerpartja meredek, sziklás.

## Capraia
A Capraia-sziget területe 45 hektár. Legnagyobb magassága 53 méter (Colle del Grosso). Lakatlan.

## Pianosa
A Pianosa-sziget területe 11 hektár. Legnagyobb magassága 16 méter. A sziget fekszik a legközelebb a Gargano-félszigethez.

## Cretaccio
A Cretaccio a legkisebb sziget, területe mindössze 2,08 hektár. Magassága 30 méter. A sziget, mint arra neve is utal egy hatalmas kréta-szikla.

## Külső hivatkozások
- Tremiti Islands (olaszul)
- Isole Tremiti Online Archiválva 2007. július 5-i dátummal a Wayback Machine-ben (olaszul)